# Scenopinus kaszabi
Scenopinus kaszabi är en tvåvingeart som beskrevs av Kelsey 1981. Scenopinus kaszabi ingår i släktet Scenopinus och familjen fönsterflugor.
Artens utbredningsområde är Mongoliet. Inga underarter finns listade i Catalogue of Life.